# Mistrzostwa Świata Juniorów w Łyżwiarstwie Szybkim 2003
32. Mistrzostwa świata juniorów w łyżwiarstwie szybkim 2003 – zawody sportowe, które odbyły się w dniach 21 - 23 lutego w japońskim Kushiro. 

## Tabela medalowa
| Lp. | Kraj              | Złoto | Srebro | Brąz | Razem |
| 1   | Holandia          | 2     | 1      | 0    | 3     |
| 2   | Japonia           | 1     | 2      | 0    | 3     |
| 3   | Kanada            | 1     | 0      | 1    | 2     |
| 4   | Niemcy            | 0     | 1      | 0    | 1     |
| 5   | Korea Południowa  | 0     | 0      | 2    | 2     |
| 6   | Stany Zjednoczone | 0     | 0      | 1    | 1     |

## Medale
| Konkurencja | Złoto                                                    | Srebro                                                       | Brąz                                                          |
| Mężczyźni   |                                                          |                                                              |                                                               |
| Wielobój    | Remco Olde Heuvel                                        | Robert Lehmann                                               | Lee Seung-hwan                                                |
| Sztafeta    | Japonia Michihiro Ara · Shingo Doi · Genki Matsuoka      | Holandia Rhian Ket · Arjen van der Kieft · Remco Olde Heuvel | Korea Południowa Lee Jong-wu · Lee Seung-hwan · Yeo Sang-yeop |
| Kobiety     |                                                          |                                                              |                                                               |
| Wielobój    | Shannon Rempel                                           | Eriko Ishino                                                 | Maria Lamb                                                    |
| Sztafeta    | Holandia Maaike Head · Mariska Huisman · Jorien Voorhuis | Japonia Eriko Ishino · Mika Onodera · Megumi Yamazaki        | Kanada Marilou Asselin · Shannon Sibold · Brittany Schussler  |